# Saint-Céneri-le-Gérei
Saint-Céneri-le-Gérei là một xã thuộc tỉnh Orne trong vùng Normandie tây bắc nước Pháp. Xã này nằm ở khu vực có độ cao trung bình 120 mét trên mực nước biển.
Xã nằm bên sông River Sarthe 13 km (8,1 mi) so với Alençon và 200 km (120 mi) về phía tây Paris.